# Mojo Nixon
Mojo Nixon (Neill Kirby McMillan Jr.), född 2 augusti 1957 i Chapel Hill, North Carolina, död 7 februari 2024 i San Juan, Puerto Rico, var en amerikansk sångare och gitarrist som brukar anses framföra psychobilly. Han är främst känd för låten "Elvis Is Everywhere", men blev också uppmärksammad för låtar där han gick till attack mot musiker som Debbie Gibson, Rick Astley och Don Henley. Under 1980-talet gav han tillsammans med Skid Roper ut flera studioalbum på det alternativa skivbolaget Enigma Records.

## Diskografi
- Mojo Nixon and Skid Roper (1985)
- Get Out of My Way! (1986)
- Frenzy (1986)
- Bo-Day-Shus!!! (1987)
- Root Hog or Die (1989)
- Otis (1990)